# Andrena fukuokensis
Andrena fukuokensis är en biart som beskrevs av Hirashima 1952. Andrena fukuokensis ingår i släktet sandbin, och familjen grävbin. Inga underarter finns listade i Catalogue of Life.